# Џад Бушлер
Џадсон Доналд Бушлер је бивши амерички професионални кошаркаш, а садашњи помоћни тренер у НБА екипи Њујорк никса. Био је члан легендарног састава Чикаго булса са којима је освојио три везане титуле НБА првака (1996,1997,1998). Бушлер је био активни учесник документарне спортске серије "Последњи плес" која говори о славним данима Чикаго булса.
За четири године боравка у Чикагу Бушлер је просечно постизао 3,3 поена по мечу уз 1,8 скокова.
Током дванаест година дуге НБА каријере одиграо је тачно 720 утакмица за седам различитих тимова.
На утакмици против Далас маверикса 2. априла 1993. године постигао је, наступајући за Голден Стејт 19 поена што је рекордан број поена у његовој каријери, док је на утакмици против Бостон селтикса 29. новембра 2001. године, као играч Орландо меџика, имао 12 скокова што је, такође, рекорд његове играчке каријере у овој категорији.
Тренерску каријеру почео је као асистент 2016. године у Лос Анђелес лејкерсима, да би 2018. године постао део стручног штаба Њујорк никса.
На колеџу Аризона Џадсон Бушлер је упоредо играо и одбојку, а на истом је и добио надимак Џад (судија) јер је знао да "пресуди многе утакмице у корист свог колеџа".